# Saimaa

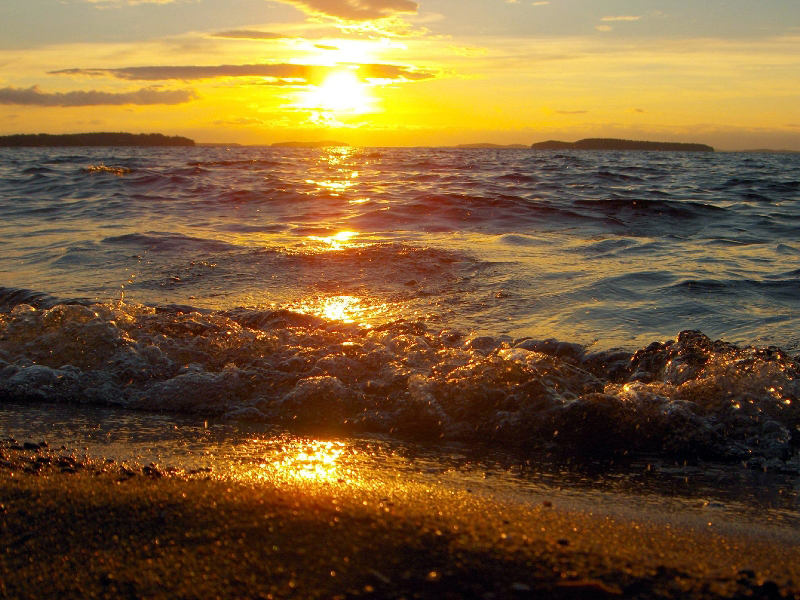
Sonnenuntergang am Saimaa

Der Saimaa (finnisch [ˈsɑi̯mɑː], schwedisch Saimen), historisch auch Saimen, im Südosten Finnlands ist der größte See des Landes. Mit rund 4.370 Quadratkilometern ist er zugleich der viertgrößte natürliche See Europas. Der Saimaa entwässert nach Osten über den Fluss Vuoksi (schwedisch Vuoksen und russisch Vuoksa) in den Ladogasee in Russland.
In Finnland ist der See auch als Suur-Saimaa bzw. Stor-Saimen („Großer Saimaa“) bekannt. Der historisch auf Deutsch gebrauchte Name entspricht dem Schwedischen.

## Geographie
Der Saimaa stellt ein System zahlreicher miteinander verbundener Seen (oder Teilseen) dar, das rund 4.370 Quadratkilometer Fläche bedeckt. Die größten dieser Teilseen sind: Etelä-Saimaa 1377,03 km², Pihlajavesi 712,59 km², Puruvesi 416,35 km², Haukivesi 560,43 km², Orivesi 601,30 km², Pyhäselkä 361,10 km², Enonvesi 196,68 km², Pyyvesi 29,75 km² und Ukonvesi 24,23 km².
Als Gesamtheit betrachtet ist das Saimaa-Seensystem der viertgrößte See in Europa. Seine Küstenlänge misst 14.850 km. Im Saimaa finden sich insgesamt 13.710 Inseln mit einer Gesamtfläche von 1850 km². An seiner tiefsten Stelle erreicht der Saimaa eine Tiefe von 85 Metern, im Durchschnitt ist er jedoch nur sieben Meter tief und fasst somit insgesamt weniger Wasser als der flächenmäßig kleinere Päijänne.
Der Saimaa entstand wie die anderen Seen der Finnischen Seenplatte durch das Abtauen der Gletscher der Weichseleiszeit. Im Süden verhinderte die Salpausselkä-Endmoräne, im Norden die postglaziale Landhebung einen Abfluss des Schmelz- und Regenwassers, so dass es sich bis vor rund 5.000 Jahren im Saimaabecken staute und sich ein mehr als 400 km langer See vom heutigen Iisalmi im Norden bis zum Salpausselkä bildete. Erst durch den Durchbruch des Vuoksi an der Stelle des Imatrafalls vor rund 5.000 Jahren fand er einen natürlichen Abfluss, so dass sich der Wasserspiegel senkte und sich die heutige Topographie herauszubilden begann.
Der 1850 eröffnete Saimaa-Kanal, dessen Länge 42,9 km beträgt (davon 19,6 km auf russischer Seite), verbindet den Saimaa mit dem Finnischen Meerbusen. Die Höhendifferenz beträgt 76 m und wird mit acht Schleusen erreicht. Seit 1991 steht er Bootstouristen zur Benutzung frei. Über weitere Kanäle, z. B. den Taipalekanal bei Varkaus und den Konnuskanal bei Leppävirta, wurde der Saimaa mit den anderen großen Seen der Finnischen Seenplatte verbunden, so dass er in der Vergangenheit vor allem für die Flößerei, heute für die industrielle wie für die touristische Binnenschifffahrt eine erhebliche Bedeutung hat.

## Kartografie
Die Eröffnung des Saimaa-Kanals brachte eine detaillierte Vermessung der Wasserwege des Sees. Eine erste Tiefenkarte, Karta öfver Saimens wattensystem, wurde 1859 angefertigt und verzeichnete nur Details zu den Hauptwasserstraßen von Lappeenranta nach Mikkeli, Savonlinna, Iisalmi und Joensuu. Ab 1857 erstellte dann der ehemalige Marineoffizier Johan Bartram im Auftrag des finnischen Senats eine detaillierte Tiefenkarte des gesamten Seensystems. Diese Arbeit wurde 1940 mit Aaro Hellaakoskis Arbeit Zur Tiefenkarte des Saimaa-Sees fortgeführt.

## Ökologie

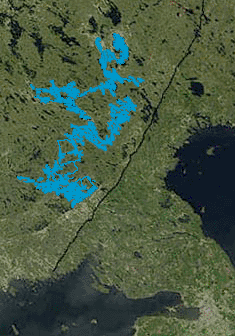
Suur-Saimaa (zu deutsch: der große Saimaa)

Im Saimaa lebt die Saimaa-Ringelrobbe (Pusa hispida saimensis), eine Unterart der Ringelrobbe (Phoca hispida). Sie ist eine von zwei Unterarten der Ringelrobbe, die im Süßwasser leben. Es gibt im Jahr 2022 etwas mehr als 400 Exemplare dieser Tiere. Der Saimaa zeichnet sich ferner durch seinen Fischreichtum aus. Hier ist vorrangig der Lachs zu nennen.

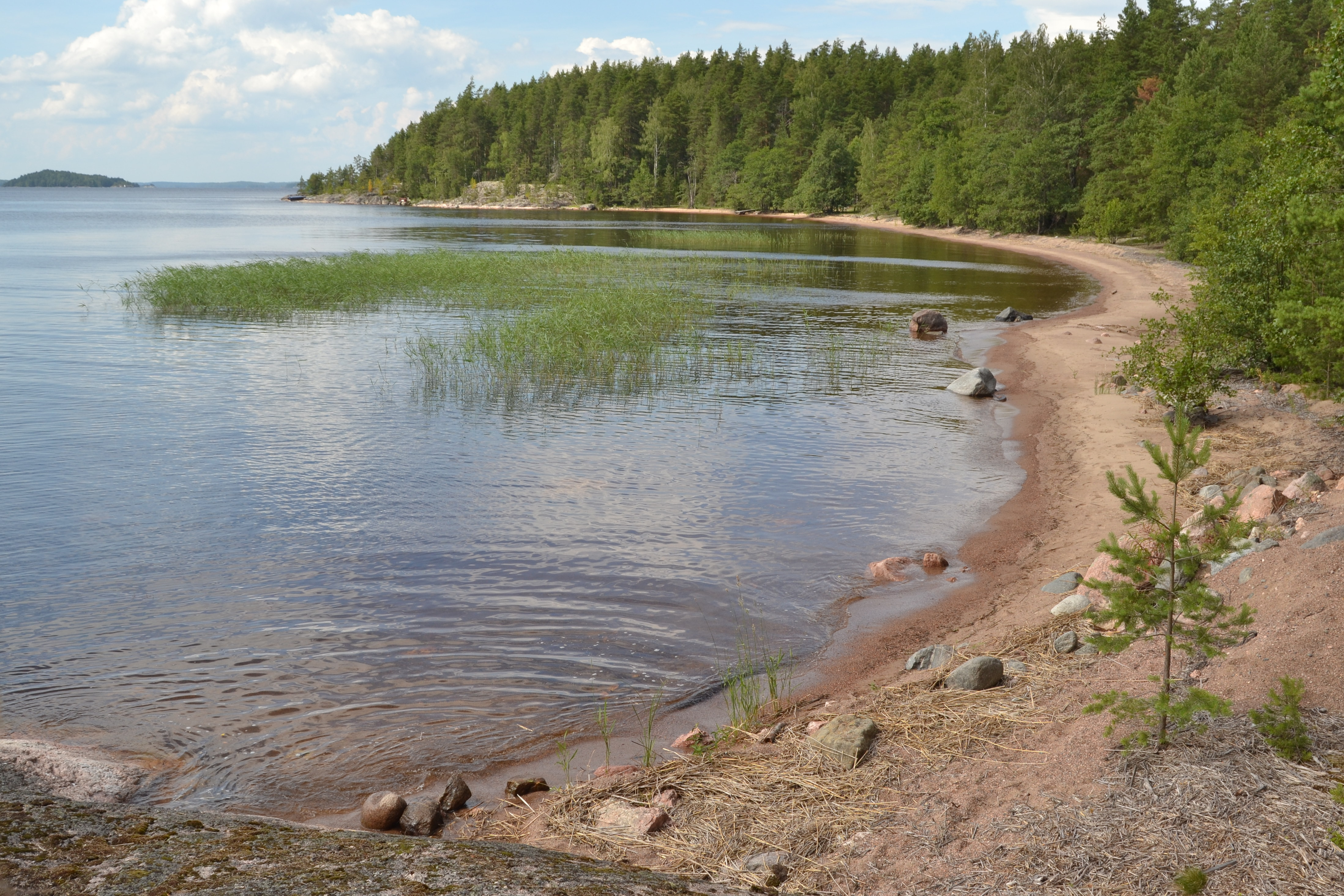
Hietasaari